# Coreoperca whiteheadi
Coreoperca whiteheadi är en fiskart som beskrevs av Boulenger, 1900. Coreoperca whiteheadi ingår i släktet Coreoperca och familjen Percichthyidae. IUCN kategoriserar arten globalt som livskraftig. Inga underarter finns listade i Catalogue of Life.